# زرند
زَرَند یکی از شهرهای استان کرمان در جنوب‌شرق ایران است که تبدیل شده به یک شهر صنعتی که اب و هوای این منطقه تحت شعاع آلودگی قرار گرفته این شهر مرکز شهرستان زرند می‌باشد. جمعیت شهر زرند بنا بر سرشماری سال ۱۳۹۵ مرکز آمار ایران ۶۰٬۳۷۰ نفر بوده است. فاصلهٔ شهر زرند تا کلان‌شهر کرمان ۷۵ کیلومتر است و در شمال غربی استان واقع شده است. وجه تمایز شهرستان زرند با دیگر شهرستان‌های استان کرمان منطقهٔ جغرافیایی بسیار مناسب و داشتن صنعت‌های بسیار پیشرفته از جمله کارخانهٔ کنسانتره، گندله، کک سازی، فولاد، یونولیت، نیروگاه برق و آبی تمام اتوماتیک، کارخانه قطران و مجموعه کارخانه‌های واگن سازی پلورسبز است. همچنین در سالهای اخیر این شهرستان پیشرفتهای بسیار زیادی در زمینه صنایع دستی مسی و تولید ظروف میناکاری و فیروزه کوبی و قلمزنی داشته که به همت مربیان صنایع دستی انجام گرفته است
از مکان‌های مذهبی این شهرستان می‌توان به قبر امام زاده حمزه مدفون در شهر زرند، امام زاده خواجه ابورضا روستای مطهرآباد، امام زاده سید ابراهیم در دهستان دشتخاک، امام زاده سلطان ابراهیم در روستای کوهستانی داهوئیه و… می‌باشد. 

## تاریخچه
زرند در سده‌های نخستین پس از ظهور اسلام یکی از بزرگ‌ترین و آبادترین شهرهای ایران مرکزی و جنوب شرقی بوده است بدین معنی که در منطقهٔ کرمان که قسمت وسیعی از ایران کنونی را شامل می‌شده، زرند از ایالات حائز اهمیت به‌شمار می‌رفته است. یقیناً پیش از ظهور اسلام زرند دارای یک منطقهٔ مسکونی پررونق بوده است. حتی نقل شده است مسجد جامع کنونی این شهر که بر جای مسجد جامع کهن و قدیمی بنا شده، در طول تاریخ ده‌ها بار تخریب و بازسازی شده است و پیش از اسلام آتشکده بوده که پس از اسلام، مانند بسیاری از آتشکده‌های ایران، به مسجد تبدیل گشته است. یکی دیگر از اسناد مکتوب که کهن بودن شهر زرند را ثابت می‌کند. جملهٔ کوتاه یاقوت حموی جغرافی‌دان بزرگ اسلامی در سده‌های ششم و هفتم در کتاب معجم البلدان است که نگاشته: «زرند با حرکت فتحه در اول و دوم و نون ساکن و دال بدون نقطهٔ شهری باستانی و بزرگ از شهرهای سرآمد کرمان است.» در دوران داریوش که کرمان مرکز یکی از ساتراپ‌ها بود، راه تجاری کرمان به خراسان از طریق زرند می‌گذشته است. دلیل دیگر دیرینگی شهر زرند، وجود تعداد زیادی از روستاها و دهکده‌های قدیمی در منطقه است که اسامی آن‌ها از لغات باستانی اشتقاق یافته است. ژنرال سر پرسی سایکس افسر معروف انگلیسی که در سال ۱۸۹۰ میلادی (۱۳۰ سال پیش) به ایران سفر کرده، در کتاب خود (هشت سال در ایران) می‌نویسد: ناحیهٔ زرند در صفحات تاریخ از سدهٔ دوازدهم میلادی به این طرف که به حیطهٔ تصرف ملک دینار غُز درآمد سابقه‌دار است، در قدمت آن تردید نمی‌رود و چون محل تقاطع جاده‌های مختلف است به‌طور حتم در یک ایام حائز اهمیت بوده است. آنطوری که در متون تاریخی و جغرافیایی قدیم استنباط می‌شود از سال ۳۰۰ تا آغاز سال ۶۰۰ هجری قمری یعنی از سدهٔ ششم و هفتم زرند شهری بزرگ و با عظمت بوده است. در سدهٔ چهارم دارای شش دروازه بوده و در پایان سدهٔ ششم آنگونه که در جامع التواریخ حسنی آمده بین ۵۰ تا ۲۰۰٬۰۰۰ نفر جمعیت داشته است. در سال ۵۸۳ هجری ملک دینار شهر زرند را به عنوان مقر اصلی انتخاب می‌نماید. اما قدیمی‌ترین ذکری که بر جای مانده و مربوط به قدمت زرند است سال‌های ۵۶۹ یا ۵۷۲ هجری یعنی تقریباً ۸۴۰ سال پیش در زمان سلاجقهٔ کرمان است که زرند از موقعیت نظامی ویژه‌ای برخوردار بوده است. در سدهٔ چهارم ابو علی محمد ابن الیاس حاکم کرمان دژ و قلعه‌ای عظیم در حصار زرند ساخت و در زمان شاهرخ‌خان افشار زرندی که در زمان حکومت نادر شاه افشار حاکم کرمان بوده، چون از مردم زرند به‌شمار می‌آمد در عمران و آبادانی شهر خود تلاش درخور شایسته انجام داد. مهم‌ترین نکته‌ای که در متون کتب مختلف تاریخی در مورد زرند آمده و شاید هم در سایر شهرهای استان کم‌تر بوده، شهرنشینی مردم این شهر پیش از اسلام است. تمام این گفته‌ها حاکی از اعتبار شهر به عنوان یک واحد جمعیتی با اهمیت و اقتصادی شکوفا در پیش از اسلام است.
بعضی از واژه‌های کنونی که هنوز هم در روستاهای اطراف زرند مانند: خیط، اسفند، جرجافک وجود دارد تاریخ شهرستان را به زمان‌های باستان قوت می‌بخشد. گذشته از این، گویا در دوران شاهان ساسانی در مرکز شهر، قلعه‌ای محاق در کنار خندقی ساخته می‌شود و اطراف شهر به وسیلهٔ برج و بارو محافظت می‌شده است.
پس از اسلام یعنی از سدهٔ چهارم هجری قمری به بعد، در متون تاریخ، از زرند به عنوان مجموعه‌ای از شهرهای ایالت یاد شده است. ابن حوقل در کتاب صورة الارض خود از زرند به عنوان شهری مستقل در شمال کرمان یاد کرده است. همین‌طور در سال‌های ۳۰۰ قمری ابو الحسن ابراهیم اصطخری زرند را با نام شهر آورده است. به‌هرحال هر چه در کتب قدیم بیشتر نظر افکنده و تفحص کنیم، به کهن بودن شهر زرند بیشتر پی خواهیم برد.

## وجه تسمیه زرند
زرند در طول تاریخ اسامی متعددی داشته که همه این‌ها خودبه دلایلی خاص بوده است.

### زراوند
این نام ریشه در متون ادبیات فارسی قدیم دارد که در دورانی خاص به شهر زرند گفته شده است به‌طوری که در روزگاران قدیم افراد نام زراوند را بر فرزندان خود که از نظر وجاهت جمال و نجابت اخلاق و نیز دارا بودن هنر مردمداری بوده و نسبت به سایر اولاد پسر ارجحیت داشته می‌گذاشتند و حتی او را به بهترین مقام‌های روحانی دوران خود انتخاب می‌کردند. نمونه آن که در اکثر کتب قدیمی بخصوص فرهنگ دهخدا از آن یاد شده، پیری نرسی نام بوده که سه پسر داشته و نام پسری که ویژگی‌های ذکر شده را شامل می‌گردیده زراوند گذاشته است.
البته کلمه زراوند معانی دیگری نیز دارد که مهم‌ترین آن‌ها که با زروند و زرند هم‌خوانی داشته و هم‌معنی بوده مکان زر است. (زرا) به معنی زر، (وند) به معنی مکان آمده که در مجموع به مکان زر گفته شده است. معنی دیگر زراوند که در کتاب اوستا آمده به محلی اطلاق می‌شده که در اطراف آن رودهای متعدد وجود داشته باشد. چنین معنی هم با توجه به موقعیت جغرافیائی زرند که هنوز هم بعد از گذشت قرن‌ها، آثار و بقایای رودخانه‌ها، سیلاب‌ها و جویبارها که در گذشته به واسطه دامنه طویل رشته کوه‌های سر به فلک کشیده که در شرق زرند قرار گرفته‌اند مطابقت دارد.
معنی دیگر زرآوند که در کتب تاریخی آمده با توجه به کلمه (آوند) ظرف طلا قید گردیده که تمام معانی مذکور حکایت از تنها اسم زیبا و سنتی زراوند است که به زرند می‌گفتند.

## معرفی کلی
زرند به دلیل داشتن منابع غنی معدنی از جمله زغال سنگ، سنگ آهن و در برخی مناطق آن معادن مس یکی از صنعتی‌ترین شهرهای ایران است که این باعث افزایش روزافزون جمعیت در این شهر شده است.
از محصولات مهم کشاورزی این شهر پسته است.

## آب وهوا و اقلیم
آب وهوای شهر زرند نیمه کویری است و تابستان‌های نسبتاً گرم و زمستان‌های سردی دارد در کوهستان‌ها آب و هوایی معتدل در تابستان و سرد در زمستان دارد. میانگین بارش در شهر زرند۱۴۰میلی‌متر است و بیشترین میزان بارش در آذرماه با ۳۴٬۱ میلی‌متر است. متأسفانه این روزها به دلیل فعالیت کارخانه‌های صنعتی همچون قطران آب و هوای زرند ماننده تهران به شدت آلوده شده است.
در شهر زرند در روزهای ۱۶ و ۱۷ دی ماه سال ۱۳۹۲ بارش برفی رخ داد و در این دو روز بیش از ۲۵ سانتی‌متر برف در این شهر بر زمین نشست که این حجم بارش در ۳۰ سال گذشته بی‌سابقه بود.

## ویژگی‌های جغرافیایی
شهر زرند در شمال استان کرمان و در جنوب کمی مایل به شرق ایران است.
شهر زرند با استان یزد و شهرستان بافق و نیز با شهرهای راور، کرمان، کوهبنان، رفسنجان همسایه است.
زرند با مرکز استان ۸۰کیلومتر و با شهرهای رفسنجان و کوهبنان ۹۰کیلومتر، با بافق ۱۶۵ کیلومتر و با راور ۸۰کیلومتر فاصله دارد.

### زمین‌شناسی و نوع خاک
زمین‌شناسی و نوع خاک: منطقه زرند از نظر دوران زمین‌شناسی بسیار متنوع است. بطوری که اکثر تشکیلات دوره‌های زمین‌شناسی را دارا است. حتی از قدیمی‌ترین واحدهای سنگی قبل از دوران اول (پرکامبرین) تا جدیدترین رسوبات دوران چهارم (کواترزی) را در منطقه می‌توان یافت.
به‌طور اختصار واحدهای سنگی هر یک از دوران زمین‌شناسی بشرح زیر است:
قبل از دوران اول: شامل قدیمترین واحد سنگی برجای مانده از آن زمان می‌شود که در قسمت‌هایی از شمالی‌ترین بخش‌های منطقه را دربرگرفته و از ماسه سنگ‌های قرمز و سنگ‌های آهکی تشکیل شده است.
دوران اول: سنگ‌های آهکی دولومیتی، ماسه سنگ‌های قرمز رنگ، سنگ‌های آهکی تیره فسیل دار و سنگ‌های دگرگونی
دوران دوم:
الف ـ ژوراسیک: تشکیلات زغالسنگی موجود در منطقه زرند مربوط به این دوره است که بیشتر در قسمت شمال و شمال شرقی دیده می‌شود.
ب ـ کرتاسه: سنگ‌های آهگی اوربیتولین دار، شیل و مارن
دوران سوم:
الف ـ اولیگوسن: گدازه‌ها، خاکسترها و توف‌های آتشفشانی
ب ـ پلیوسن: سنگ‌های کنگلومر، ماسه سنگ، سنگ‌های آهکی والگومرا
دوران چهارم:
فلاتها، واریزه‌ها، دشت‌های دامنه ای، تپه‌های شنی و دشت‌های سیلابی.

### گسل‌ها
شهر زرند یکی از لرزه خیزترین شهرهای کشور است. مردم زرند در سال‌های ۵۶ و ۸۳ شاهد دو زلزله مرگبار بودند. زرند دارای ۴گسل است. گسل کوهبنان در شمال زرند، گسل جرجافک و داوران در جنوب زرند و گسل دیگری در زیر شهر.

## فضای سبز شهری
سرانهٔ فضای سبز در زرند بالاست و دو برابر استاندارد کشوری است.در حاشیهٔ بلوارهای تختی، پانزده خرداد و در تمام میادین فضای سبز به وفور یافت می‌شود. در کنار تمام خیابان‌های شهر درختان کاج، نارون، توت فراوان است.
- پارک شهید: در حاشیهٔ شمال شرقی، شمالی شهر جنگل مصنوعی وجود دارد و بزرگ‌ترین جنگل مصنوعی زرند در پارک شهید قرار دارد.
- پارک فجر
- بوستان هنرمند

## صنایع
این شهر با داشتن معادن و کارخانجات متعدد چهره یک شهر صنعتی را به خود گرفته است.

### کارخانجات صنعتی مهم
- نیروگاه زرند
- کارخانه زغال شویی
- کارخانه فولاد
- دو کارخانه کک سازی
- پالایشگاه قطران
- واگن سازی
- تولید سنگ آهن
- نساجی آریان (تعطیل شده)
- مجتمع کارخانجات لبنی
- کارخانجات کنسروسازی شمیسا
- کارخانه پارس پانل
- کارخانه تولید کنسانتره سنگ آهن
- کارخانه گندله سازی

## امکانات فرهنگی

### سینما
- سینما آزادی[۸]

### کتابخانه
شهر زرند دارای ۴ کتابخانه عمومی رسمی زیرنظر وزارت فرهنگ و ارشاد اسلامی است.

## کتاب از زرند تا زراوند
از زرند تا زراوند نام کتابی است که به بررسی رخدادهای تاریخی، اجتماعی و سیاسی شهرستان زرند در استان کرمان می‌پردازد. نویسنده که خود یکی از اهالی زرند بوده و نمایندهٔ روزنامهٔ اطلاعات در این شهر محسوب می‌شده است پس از شرح مختصری از زندگی و فعالیت‌های خویش در بخش نخست به موقعیت جغرافیایی زرند می‌پردازد. در این بخش هم‌چنین پیشینهٔ تاریخی شهر زرند بررسی می‌شود.
وجه تسمیهٔ زرند (زراوند) بنابر کتاب اوستا: به محلی اطلاق می‌شده که در اطراف آن رودهای متعدد جریان داشته است. پس از فراز و فرود تاریخ زرند در دوره‌های مختلف، موضوعاتی چون زلزله‌های مهم زرند و معرفی آثار تاریخی شهر مطرح می‌شود. نمایندگان مجلس، مطبوعات، مدارس علمیه، معاریف و مشاهیر زرند از دیگر موضوعاتی است که نویسنده در بخش اول به آن‌ها می‌پردازد. کوهبنان، از بخش‌های شهرستان زرند که نویسنده آن را «زادگاه عرفا» نامیده، از دیگر مناطقی است که مشاهیر و آثار تاریخی آن معرفی می‌شوند. در بخش دوم کتاب علما، مجتهدین، عرفا، شعرا و خیرین زرندی معرفی می‌گردند. هم‌چنین ورود نخستین موسسات و ادارات جدید هم‌چون مدرسه، دادگاه، برق، دارایی، شهرداری بانک و… به شهرستان زرند تشریح می‌شود. محله‌های قدیمی، بازی‌های محلی، اصطلاحات و ضرب‌المثل‌های رایج زرند، هم‌چنین سوغات این شهر از جمله مطالبی است که در بخش پایانی کتاب مطرح شده است. در انتها نیز تصاویری از طبیعت و آثار تاریخی شهرستان زرند ضمیمه شده است.

## کتاب زیستن در سایه آگاهی
کتاب زیستن در سایه آگاهی عنوان کتابی در حوزه روان‌شناسی بالینی و رشد فردی است که به قلم دکتر مصطفی جوادی‌پورمرادی متولد شهرستان زرند 

روان‌شناس، نویسنده و درمانگر ایرانی  نگاشته شده است. این اثر با نگاهی تلفیقی به روان‌درمانی، فلسفه وجودی و تجربه‌های زیسته، خواننده را به سفری درونی برای کشف آگاهی، پذیرش خویشتن و رهایی از الگوهای تکرارشونده ذهنی دعوت می‌کند.

## دانشگاه‌ها و مراکز آموزش عالی
- دانشگاه آزاد اسلامی واحد زرند[۱۹] شامل چندین گرایش کارشناسی و پنج گرایش زمین‌شناسی شامل زمین‌شناسی اقتصادی، زمین‌شناسی نفت، پترولوژی، تکتونیک و چینه‌شناسی و فسیل‌شناسی کارشناسی ارشد است. همچنین رشته کارشناسی ارشد روان‌شناسی عمومی و مردم‌شناسی نیز در مقطع کارشناسی ارشد در این دانشگاه دایر است. علاوه بر رشته‌ها و مقاطع یادشده، در این دانشگاه مقطع دکترای تخصصی روان‌شناسی و دکترای تخصصی پترولوژی نیز دایر است.
- مجتمع آموزش عالی زرند
- دانشگاه پیام نور واحد زرند[۲۰]
- دانشگاه علمی و کاربردی زرند
- دانشکدهٔ فنی خاتم‌الانبیاء زرند
- دانشکدهٔ علوم پزشکی زرند[۲۱]

## هنری
زرند یکی از معدود شهرستان‌های استان کرمان است که در زمینه‌های فرهنگی و هنری استعدادهای بالقوه بسیار خوبی دارد. هنرمندان این شهرستان با وجود اینکه امکانات پایینی نسبت به شهرهای بزرگتر دارند؛ اما هیچوقت اجازه نداده‌اند فعالیت‌های هنری در این شهرستان راکد و معلق بماند. زرند در زمینه‌های تئاتر، موسیقی، هنرهای دستی، نقاشی، نویسندگی، شعر و … هنرمندان فعال و موفقی را دارد که آثارشان نیز در معرض و سمع علاقمندان قرار گرفته است.

## مناطق دیدنی

### آثار تاریخی
لازم است ذکر شود بیشتر آثار تاریخی شهرستان بر اثر بلایای طبیعی از جمله زلزله و سیل از بین رفته‌اند
- برج زرندوییه
- حسینیه قلعه
- بازار وکیل و سهرابی
- خانه ارجمند
- امارت چهار برج شاهرخ خان
- مقبره عبدالسلام زرندی
- مجموعهٔ دیلمقانی
- روستای بابهوتک
- روستای گیسک
- قله دوشاخ
- آبشار روستای بابتگل قدمگاه

## بازار سهرابی

بازار سهرابی زرند

بازار سهرابی زرند قدیمی‌ترین بازار شهرستان زرند زرند در استان کرمان می‌باشد که در مرکز این شهر قرار گرفته است. این بازار در ابتدا توسط دو برادر سهرابی از خان‌های قدیم زرند خریداری می‌شود زیرا در مرکز شهر آلودگی وجود نداشته است به همین دلیل این بازار به نام این دو برادر یعنی سهرابی نام گذاری می‌شود.
بازار سهرابی که بخشی از بازار تاریخی شهر است، ابتدا توسط شخصی به نام حاج علی ساخته شد. اما به علت اینکه به شکلی ابتدایی ساخته شده بود، با وقوع سیلی کوچک با آب برده می‌شد و مایحتاج مردم و کالاها به خندق پشت آن می‌ریخت. در آخرین تصمیمات برای بازار زرند این پروژه قرار شد بازار سهرابی به بازار وکیل متصل گردد و دو عدد گلدسته نیز در مقابل بازار ساخته شود.
قدمت بازار مذکور به ۱۴۰ سال قبل بر می‌گردد. در قدیم شخصی به نام حاج علی مغازه‌ها را به شکل سنتی می‌ساخته و بروز سیل آنها را به داخل خندق مجاور می‌برده است. تا اینکه تصمیم به احداث کوره آجرپزی می‌نماید.
میراث فرهنگی استان کرمان از سال ۸۲ نسبت به مسقف نمودن بازار مذکور اقدام نموده و اجرای اتصال بازار مذکور، به بازار وکیل را در دستور کار خود قرار داده است. قرار است توسط میراث فرهنگی استان کرمان دو گلدسته زیبا در مقابل بازار مذکور، (خیابان چمران) و مقابل سه راهی وسط بازار (برابر پاساژ مهدی) احداث نماید.
دو برادر به نامهای کرمعلی سهرابی و هژبر علی شاه سهرابی به جهت عدم آلودگی هوا در مرکز شهر، بازار را خریداری می‌نمایند که از آن تاریخ به بازار سهرابی معروف می‌شود. میراث فرهنگی استان از سال ۸۲ نسبت به مسقف نمودن بازار مذکور اقدام نموده و اجرای اتصال بازار مذکور، به بازار وکیل را در دستور کار خود قرار داده است.در خصوص مرمت و بازسازی بازار سهرابی زرند طی گفته‌های رئیس میراث فرهنگی استان کرمان در همایش آثار تاریخی شهرستان زرند در دستور کار قرار گرفته که بازار سهرابی زرند برای بازسازی بنا و مرمت سازی به شکل جد دنبال شود و همچنین بخش خصوصی‌سازی و مردمی بازار با همکاری دکتر مصطفی جوادی پور مرادی که ایشان خود نوه‌ی مرحوم کرمعلی سهرابی می‌باشند همکاری و بررسی های لازم اتخاذ شد.

## برج زرندوئیه

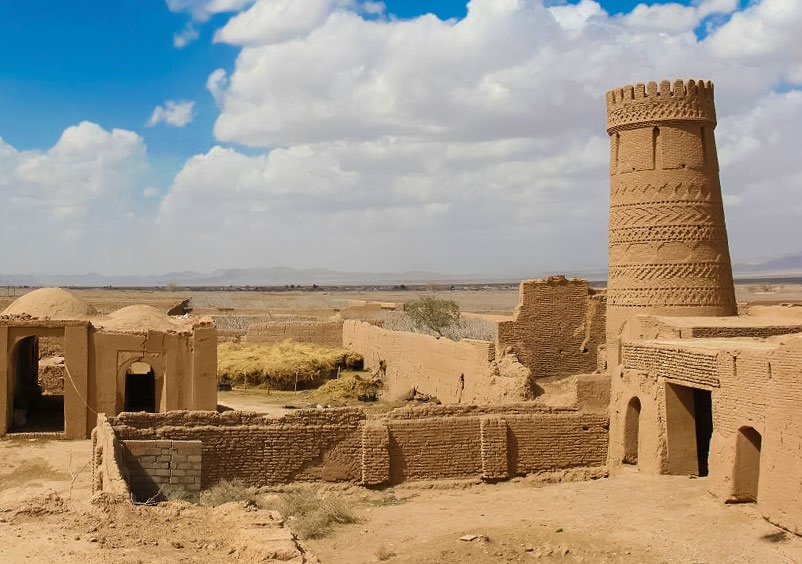
برج زرندوئیه

برج تاریخی زرندوئیه از آثار تاریخی و معماری عصر اخیر محسوب می‌شود و در شهرستان زرند در استان کرمان قرار گرفته است. برج زرندوئیه در میان قلعه‌ای تقریباً کوچک بنا شده است که با شهرستان زرند در حدود ۶ کیلومتر فاصله دارد.

### روستاهای ییلاقی
- ییلاقات دهستان حتکن

روستاهای منطقه حتکن در ۴۰کیلومتری شهر زرند قرار دارد.
منطقه حتکن یکی از زیباترین روستاها و مناطق استان کرمان است و بی شک می‌توان به آن پسوند بهشتی در حاشیه کویر اضافه کرد.
حتکن مانند الماسی در جغرافیای خشک شمال کرمان می‌درخشد.
آب و هوای عالی حتکن، کوه‌هایی که تا اردیبهشت نیز برف دارند، جاده‌های پیچ در پیچ، جنگل‌های بادام کوهی و بنه، چشمه‌های فراوان، کشتزارهای سرسبز و باغات زیبای میوه‌های شیرین سردسیری از ابعاد زیبایی‌های حتکن هستند
هرچند این روستا از شر تازیانه‌های خشکسالی در امان نیست ولی موقعیت این روستا باعث حفظ زیبایی‌های آن شده است.
از روستاهای حتکن می‌توان به:
سرباغ
حتکن
سکوکان
درگر باب گهر
دراب
ده میلان
مدبون
مزارع حاشیهٔ چشمه‌های مجاور جادهٔ حتکن اشاره کرد.
- منطقه دهستان سربنان

تاریخی‌ترین جاذبه طبیعی شهرستان زرند درخت چنار کهنسال روستای سراپرده در منطقه سربنان است. منطقهٔ سربنان به دلیل دارا بودن آب و هوای بسیار خوب همچنین بارندگی مناسب به مکان بسیار خوبی برای گردشگران تبدیل شده.
قنوات و چشمه‌ها همچنین رودهایی که در سال‌های خوش بارش جریان دارند موجب به تشکیل باغ‌های متعدد میوه و کشتزار‌هایی که مانند فرش سبز بر زمین کشیده شده‌اند. همچنین چندین روستا که بسیار به هم نزدیک هستند و مزارع آن‌ها به آن‌ها چسبیده‌اند بر جذابیت آن‌ها می‌افزاید.
از دیگر دیدنی‌های سربنان می‌توان به سد قدرونی و دریاچه‌ای کوچک و سیل‌بندها و بندهای خاکی که در بهار و زمستان تا حدی پاییز و تابستان آب دارند اشاره کرد.
- منطقه دهستان دشت خاک.

در نزدیکی سربنان منطقه‌ای به نام دشت خاک وجود دارد که مزارع بنفش رنگ زعفرانش چشم‌انداز مناسبی به وجود آورده‌اند.
خاک بسیار حاصل خیز، این روستا را به مکانی مناسب برای کشاورزی تبدیل کرده.
قلعه‌ها و روستایی پلکانی و چشم‌اندازها بر جاذبه‌های روستا افزوده است.
- منطقه دهستان جرجافک

یا به زبان محلی گرگاک که به زبان پیشیان به گرگانک تلفظ می‌شد به بزرگ‌ترین دهستان کشور تبدیل شده است و دارای درختان بلند چنار، چشمه‌ها و قنوات است.
سال‌های پربارش جذابیت‌های این منطقه را بیش‌تر می‌کند.
- مناطق اطراف شهر

روستای گیسک (روستای طالقانی) بی شک یکی از بی نظیرترین روستاهای کشور به‌شمار می‌رود.
این روستا به دلیل زمین‌لرزه ۱۳۵۶ در تخریب شده و به دلیل انتقال روستا به پایین دست همچنان دست نخورده مانده است.
خانه‌هایی که با گل سرخ و در روی کوه به شکل طبقاتی ساخته شدند چشم‌انداز بسیار مناسبی را به وجود آورده است.
روستای سرباغ شاهرمز که در فاصله بسیار کم از شهر زرند و در دامنه‌های کوه‌های دوشاخ واقع شده با درختان کهنسال و چشم‌انداز کامل و زیبا از شهر زرند تفرجگاه بسیار خوبی برای زرندی هاست. اما به دلیل عدم آبیاری و توجه به این درختان این درختان با خشکسالی و روزهای بسیار سخت ایام آخر عمر خود را سپری می‌کنند.
روستای گزوئیه یکی از بهترین مکان‌ها برای مطالعه زمین‌شناسی چه در ایران بلکه در جهان است.
از دیگر مناطق زیبا و ییلاقی در اطراف زرند می‌توان به روستاهای آب پنگویئه، گیسگ، داهوییه، چشمه گتکوئیه اشاره کرد

### رد پای دایناسورها
یکی از آثار بسیار با ارزش و نادر دنیا که اخیراً در زرند کشف و محرز گردیده و شگفتی کارشناسان و باستان شناسان را به همراه داشته است پیدا شدن جای پای دایناسورها در روستای ده علیرضا زرند است.
اولین بار گزارش کشف جای پای خزندگان عظیم‌الجثه و ترسناک مذکور، در سال ۱۹۶۹ میلادی توسط پروفسور لاپارنت استاد انستیتو زمین‌شناسی پاریس و دکتر داودزاده کارشناس ارشد سازمان زمین‌شناسی کشورمان انجام گرفت. زمین شناسان مذکور پس از تحقیق و پژوهش کامل، در زمینهٔ کشف ردپای دایناسورهای تریاس بالایی ـ ژوراسیک زیرین و میانی در منطقهٔ شمال کرمان تحقیق خود را بر صحت رد پای جانوران مربوطه منتشر نمودند.
در ژوئیهٔ همان سال (۱۹۶۹ م) دو زمین‌شناس ایرانی شرکت ملی فولاد و آهن ایران، در دره نیزار شمال زرند، یک ردپای بزرگ با سه پنجه را کشف کردند و در پائیز سال مذکور، ردپای واضح دیگری در اطراف همان محل کشف گردید یک قالب گچی از ردپای مورد نظر تهیه گردید و در نمایشگاه بین‌المللی شرکت ملی فولاد و آهن آسیا در تهران ارائه، سپس قالب مذکور به موزهٔ زمین‌شناسی کشور تحویل گردید.
از ششم تا هجدهم آوریل ۱۹۷۰ میلادی در ادامه کاوش‌ها، تیمی از کارشناسان کشورمان به اتفاق مجدد پروفسور لاپارنت در دره نیزار ۲۰ کیلومتری شمال زرند، دو لایه از ردپای دایناسورها را شناسایی کردند. کمی بالاتر، پنج ردپای بزرگ دیگر بر روی ماسه سنگ‌ها مشاهده شد.

## سوغات
از سوغات و خوراکی‌های محلی زرند می‌توان به بزقرمه، سوهان زرندی، چلوگوشت زرندی، پسته، قاووت، آش آماچو، کماچ، کماچ سهن، کلمپه، روغن جوشی اشاره کرد.
شده، پته، قالی، سرمه سنگ از جمله صنایع دستی شهر زرند می‌باشند.

## پسته

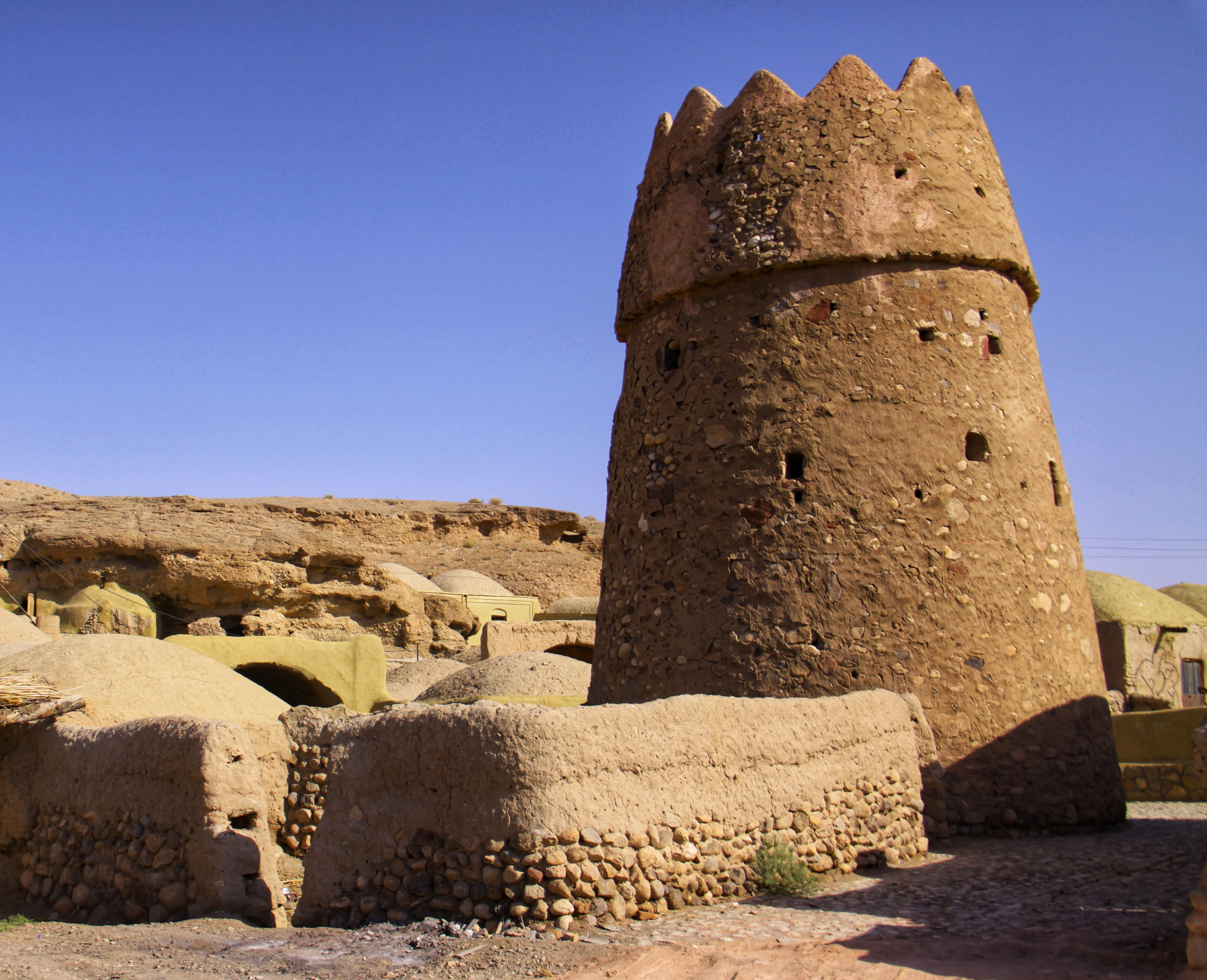
قلعه دشت خاک

پسته به‌عنوان سوغات از زمان‌های قدیم در بین مردم شهرستان زرند رواج داشته، معمولاً اشخاصی که به دیدن اقوام و دوستان خود مخصوصاً به پایتخت می‌رفتند، مقداری پسته را به‌عنوان سوغات محلی همراه خود می‌بردند. اکنون پسته زرند جزو پسته‌های باکیفیت شناخته‌شده و مورد استقبال خوبی واقع‌شده نوع پسته ممتاز زرندی به لحاظ مرغوبیت در دنیا رتبه اول را دارا است. بیشترین سطح مناطق پسته کاری در شهرستان زرند به رقم فندقی اختصاص داده شده است. مهم‌ترین طرفداران این نوع پسته کشور انگلستان است.
برداشت پسته در شهرستان سالیانه بین ۲۰ تا ۲۵ هزار تن است.
قاووت
از دیگر سوغات محلی زرند که بانوان خانه‌دار در قدیم به تهیه آن می‌پرداختند می‌توان قاووت را نام برد. مخلوط نمودن چند ماده گیاهی و شکر را به زبان عامیانه قووتو می‌گویند. معمولاً خانم‌های این شهرستان، به پیروی از رسم و رسوم قدیم، بعد از زایمان با انواع (قووتوها) بارنگ‌های متنوع از مهمانان خود پذیرایی می‌نمایند.
قووتو بسیار مقوی و جهت رفع خستگی بسیار مؤثر است. افراد آن را با آب جوش مخلوط کرده و به‌عنوان قهوه می‌نوشند.
سوهان زرند
تاریخ دقیقی از بنیان‌گذاری اصلی پخت سوهان زرندی در دست نیست. آن‌طور که معمرین به خاطر دارند، پخت سوهان و شیرینی‌ها محلی در ایام قدیم هم رواج داشته و معمولاً در ایام نوروز اقدام به پخت می‌نموده‌اند. لازم است ذکر شود که سو هان زرندی به ثبت ملی رسیده است. این شیرینی از سوهان قم بسیار نازک‌تر و تردتر است و ماده اصلی تشکیل دهنده این سوهان را جوانه گندم یا سمنو تشکیل می‌دهد. سوهان زرندی در انواع مختلفی تهیه می‌شود (سوهان عسلی، سوهان کنجدی، سوهان پسته ای، لقمه ای نارگیلی)
این سوهان دارای خواص زیادی است، از مهم‌ترین خواص سوهان زرندی جلوگیری از پیری زود رس و از کارافتادگی پیش از موعد اشاره کرد. این سوهان به علت دارا بودن پروتئین و ویتامین‌ها و املاح معدنی از سوئ تغذیه جلوگیری کرده. این سوهان سرشار از آنتی‌اکسیدان و ویتامین A ویتامین B و همچنین حاوی فلاونوئید است.
پته
لازم است ذکر شود که صنایع دستی نوعی کار است که در آن لوازم تزئینی و کاربردی با استفاده از دست یا ابزار ساده ساخته می‌شود. چیزهایی که اغلب به صورت تولید انبوع یا با ماشین آلات مختلف ساخته می‌شوند جزء صنایع دستی نمی‌باشند.
پته یا پته دوزی نوعی از رودوزی‌های است. پارچ‌های ضخیم و پشمی هستند که عریض نامیده می‌شود هنرمندان پته دوز که اکثر نیز زنان و دختران خانه‌دار هستند با کمک سوزن نقوشی ذهنی را که پندارها و بینش‌های شخصی شان است، به وسیله بخیه‌های نخی بر زمینهٔ پارچه پشمی (عریض) می‌نشانند. در حال حاضر در این شهرستان بیش از ۳ هزار نفر صنعتگر در رشته‌های (پته دوزی، گلیم گل برجسته، سرمه دوزی، معرق، منبت و چهل تکه دوزی) فعالیت دارند. در حوزه تولید و فروش پته فقط حدود ۴۰ فروشگاه در شهرستان زرند فعالیت صنفی دارند.

## امکانات ورزشی
- مجموعه ورزشی شهید عرب نژاد
- سالن ورزشی فکوری
- زمین چمن ذوب آهن

### باشگاه‌های ورزشی
- باشگاه فولاد زرند ایرانیان: تیم فوتسال این باشگاه در لیگ برتر فوتسال ایران حضور دارد.[۴۸]

## کشاورزی در زرند
پسته
اخیراً کارشناسان قدمت تنه یک درخت کهن پسته – در روستای اسماعیل‌آباد زرند را به بیش از ۴۰۰ سال تخمین زده‌اند
به روایتی در حدود ۲۰۰ سال بیش، توسط محمدباقر خان (ردیف‌کاری) درخت پسته در روستاهای محمدآباد، عباس‌آباد، شاه جهان‌آباد و .. انجام‌گرفته است.
در دو دهه اخیر با فعالیت کشاورزان و گسترش باغات پسته و رونق آن در بازار جهان محصول مذکور به طلای سبز معرفی گردید.
در حال حاضر شهرستان زرند بیش از ۴۳ هزار هکتار زمین زیر کاشت پسته دارد که ۳۵ هزار هکتار آن به ثمر رسیده است.
با پیوند درختان مذکور انواع پسته که معروف‌ترین آن‌ها بانام‌های: ممتاز، اوحدی، کله قوچی، اکبری و فندقی است.
نوع پسته ممتاز زرندی به لحاظ مرغوبیت در دنیا رتبه اول را دارا است.  از مهم‌ترین طرفداران این نوع پسته کشور انگلستان است.
برداشت پسته در شهرستان سالیانه بین ۲۰ تا ۲۵ هزار تن است مضافاً به این‌که مقدار پسته به عوامل مانند شرایط جوی (تغییرات آب هوا) و آفت پسته نیز بستگی دارد.
زعفران
قدمت کشت زعفران در شهرستان زرند به قدیم‌الایام بازمی‌گردد. در چند سال اخیر کشت زعفران به لحاظ برتری آن ازنظر کیفیت و مرغوبیت نسبت به زعفران استان خراسان رواج بیشتری پیدا کرده است و کشاورزان در روستاهای: دشت خاک، سر بنان، جرجافک و باب هویز و .. به کشت زعفران ترغیب و آن را ترویج داده‌اند. با توجه به بحران آب در این شهرستان و به نظر می‌رسد یکی از بهترین کشت‌های که می‌تواند جایگزین محصول پسته شود زعفران باشد.
در حال حاضر زمین‌های زیر کشت زعفران در شهرستان زرند ۱۵۰ هکتار است که ۴۵ هکتار آن مربوط به کوه بنان و مابقی به روستاهای سردسیر زرند است.
زیتون
در سال ۱۳۷۴ شمسی به‌منظور کشت گیاه مذکور، از طریق جهاد کشاورزی این شهرستان نهال زیتون به‌طور رایگان در بین کشاورزان توزیع شد. خوشبختانه زیتون با شرایط آب و هوایی ساز کار گردیده و به ثمر دهی رسیده است؛ و یکی از کاندیداهای انتخابی برای جایگزین شده پسته است.
در سال ۱۳۸۲ شمسی یکی از کشاورزان به نام آقای حسن اسدی خانوکی به لحاظ پوشش باغ خود به کشت زیتون و عملکرد مناسب مقام اول را در کشور کسب نمود.